# 메세투름
메세투름(독일어: Messeturm)은 독일 헤센 프랑크푸르트에 있는, 1990년에 지어진 건물이다. 64층에 높이는 257m이다. 1990년부터 1997년 코메르츠방크 타워가 완공되기 전까지 독일, 유럽, 유럽 연합에서 가장 높은 건물이었다.

## 같이 보기
- 독일의 마천루 목록